# Marga Jadi
Marga Jadi is een bestuurslaag in het regentschap Mesuji van de provincie Lampung, Indonesië. Marga Jadi telt 4580 inwoners (volkstelling 2010).